# Ancistrocarya japonica
Ancistrocarya japonica är en strävbladig växtart som beskrevs av Carl Maximowicz. Ancistrocarya japonica ingår i släktet Ancistrocarya och familjen strävbladiga växter. Inga underarter finns listade i Catalogue of Life.